# Cerodirphia
Cerodirphia är ett släkte av fjärilar. Cerodirphia ingår i familjen påfågelsspinnare.

## Bildgalleri

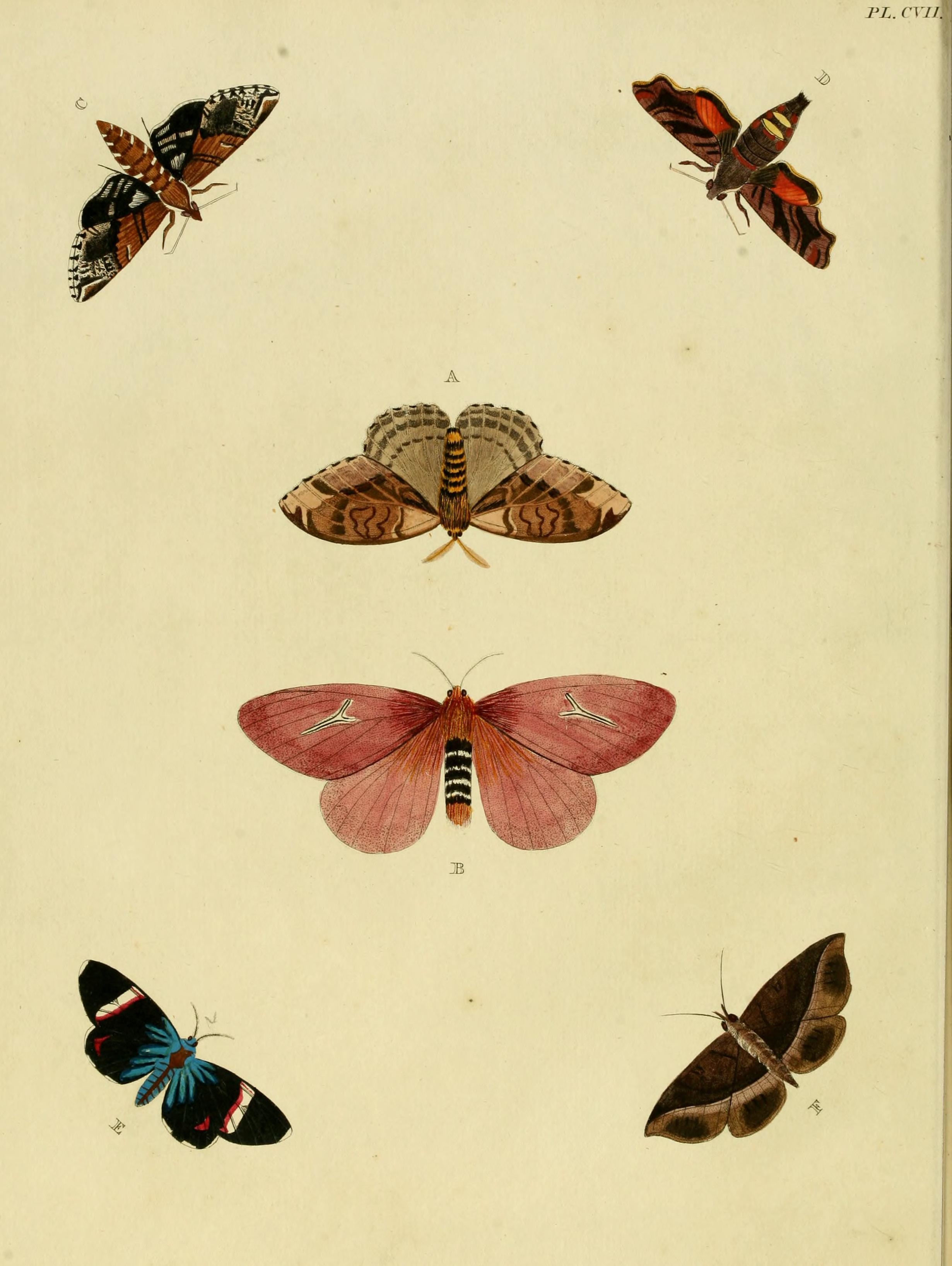

## Dottertaxa tillCerodirphia, i alfabetisk ordning[1]
- Cerodirphia albicincta
- Cerodirphia araguensis
- Cerodirphia arpi
- Cerodirphia avenata
- Cerodirphia brunnea
- Cerodirphia candida
- Cerodirphia consaepta
- Cerodirphia cutteri
- Cerodirphia flammans
- Cerodirphia flavoscripta
- Cerodirphia flavosignata
- Cerodirphia fuliginosa
- Cerodirphia harrisae
- Cerodirphia interrupta
- Cerodirphia lojensis
- Cerodirphia marahuaca
- Cerodirphia mota
- Cerodirphia nadiana
- Cerodirphia napoensis
- Cerodirphia ockendeni
- Cerodirphia opis
- Cerodirphia pachona
- Cerodirphia peruviana
- Cerodirphia quadricolor
- Cerodirphia radama
- Cerodirphia rosacordis
- Cerodirphia rubripes
- Cerodirphia schausi
- Cerodirphia simplex
- Cerodirphia speciosa
- Cerodirphia upanona
- Cerodirphia vagans
- Cerodirphia wellingi
- Cerodirphia zikani